# Давньоісландська мова
Давньоісландська, або староісландська мова (англ. Old Icelandic, нім. Altisländische Sprache) — один із західних діалектів давньоскандинавської мови, який використовувся у IX — XVI ст. скандинськими поселенцями в Ісландії, переважно вихідцями з Норвегії. До XII ст. використовувала рунічну писемність (молодший футарк), яку потім замінила латинська абетка на базі староанглійського алфафіту. У XIII — XIV ст. цією мовою були складені скандинавські епічні епоси, так звані ісландські саги — важливе джерело з історії доби вікінгів, і зокрема Русі. Згодом на основі староісландської виникла сучасна ісландська мова.
Староісландська мова часто використовується як синонім давньозахідноскандинавської або давньоскандинавської, оскільки значна частина середньовічної літератури Скандинавії збереглася староісландською мовою. Також вона порівняно із іншими діалектами найбільше зберегла архаїчних елементів давньоскандинавської мови.

## Історія
Давньоісландська мова є похідною від давньоскандинавського діалекту норвежців епохи вікінгів, які колонізували Ісландію з 870 року. Є кілька ірландських запозичень, оскільки багато ірландців були привезені вікінгами до Ісландії як раби.
Після прийняття християнства альтингом у 1000 році латинський алфавіт, ймовірно, був запроваджений невідомим автором так званого Першого граматичного трактату (у Молодшій Едді). Взимку 1117/1118 року вперше було кодифіковано найважливіші частини юридичного дискурсу, що належали до компетенції оратора (Hafliðaskrá). Тексти давньоісландською мовою збереглися з другої половини 12 століття.
Найдавніша давньоісландська мова приблизно до 1200 року практично не відрізняється від найдавнішої давньонорвезької. Навіть пізніше це можливо лише завдяки окремим особливостям, таким як втрата /h/ у початковому звуці перед приголосним у давньонорвезькій мові (наприклад, aisl. hlaupa проти anorw. laupa «бігти»). Оформилася в самостійну мову тільки в ХІІ — XV ст. 

## Фонетика

### Голосні. Дифтонги
У староісландській мові існували короткі і довгі голосні, а також дифтонги. У стандартизованих текстах після ХІХ ст., а також деяких середньовічних рукописах, довгі голосні позначаються знаком акута (знаком гострого наголосу). Виняток — літери æ і œ, які завжди довгі. 
- Короткі: <a e ę i o u y ǫ ø>
- Довгі: <á é æ í ó ú ý ǫ́ œ>
- Дифтонги: <au ei ey>

У «Першому граматичному трактаті» ХІІ ст. наводяться голосні, записані латиною, й пояснення їхньої вимови. Нижче у таблиці подані графеми голосних і дифтонгів староісландської; приблизна вимова цих знаків вказана символами Міжнародного фонетичного алфавіту (МФА).
| Літера  | МФА  | Приклад | Переклад    | Англ.      | Примітки                                                                                           |
| ------- | ---- | ------- | ----------- | ---------- | -------------------------------------------------------------------------------------------------- |
| a       | [ɑ]  | land    | земля       | land       | |
| á       | [ɑː] | láta    | дозволити   | let        | на 1250 р. злилося із ǫ́ [ɔː]; згодом позначало і [ɑː], і [ɔː].                                     |
| e       | [e]  | gekk    | ходив       | went       | у ХІІІ ст. злилося з ę [ɛ]                                                                         |
| é       | [eː] | lét     | дозволив    | let (past) | |
| ę       | [ɛ]  | męnn    | чоловіки    | men        | у інших діалектах давньосканднавської позначався літерою æ, а довгий звук — ǽ.                     |
| æ       | [æː] | sær     | море        | sea        | також позначав довге ę [ɛː]                                                                        |
| i       | [i]  | mikill  | великий     | great      | до ХІІ ст. у ненаголошеній позиції інколи замінювалося на e; у ХІІІ ст., ймовірно, перейшло в [ɪ]. |
| í       | [iː] | líta    | глядіти     | look       | |
| o       | [o]  | sofa    | спати       | sleep      | до ХІІ ст. у ненаголошеній позиції інколи замінювалося на o; у ХІІІ ст., ймовірно, перейшло в [ɔ]. |
| ó       | [oː] | fló     | полетів     | flew       | |
| u       | [u]  | una     | задоволений | be content | у ХІІІ ст., ймовірно, перейшло в [ʊ].                                                              |
| ú       | [uː] | drúpa   | падати      | droop      | |
| y       | [y]  | kyn     | народ, рід  | race, kin  | наприкінці ХІІІ ст., ймовірно, почала переходити в i [i].                                          |
| ý       | [yː] | kýll    | сумка       | bag        | наприкінці ХІІІ ст., ймовірно, почала переходити в i [iː].                                         |
| ǫ       | [ɔ]  | lǫnd    | землі       | lands      | у 2-й пол. ХІІІ ст. злилося з ø2 [œ]; у стандартизованій версії ХІХ ст. позначається ö             |
| ǫ́       | [ɔː] | ǫ́ss     | бог         | god        | |
| ø1      | [ø]  | kømr    | приходить   | comes      | у 2-й пол. ХІІІ ст. перейшло в e (kemr).                                                           |
| œ       | [øː] | rœða    | навернутися | converse   | у 2-й пол. ХІІІ ст. перейшло в æ.                                                                  |
| ø2      | [œ]  | gøra    | робити      | make       | у стандартизованій версії ХІХ ст. позначається ö.                                                  |
| au / ǫu | [ɔu] | lauss   | загубити    | loose      | |
| ei / ęi | [ɛi] | bein    | кістка      | bone       | |
| ey / ęy | [ɛy] | leysa   | загубив     | loosen     | |

- Наприкінці ХІІ ст. зникла назалізація голосних й дифтонгів перед і після носовими приголосними[7].